# Гадяцький Бір (пам'ятка природи)
Гадяцький Бір — ботанічна пам'ятка природи місцевого значення, розташована неподалік від села Вельбівка Гадяцького району Полтавської області. Була створена відповідно до Постанови Полтавської облради № 437 від 16 листопада 1979 року.

## Загальні відомості
Землекористувачем є ДП «Гадяцький лісгосп», Вельбівське лісництво, квартали 116—117, площа — 5 гектарів. Розташована на захід від села Вельбівка Гадяцького району.
Пам'ятка природи створена з метою збереження дореволюційних насаджень ялини звичайної, модрини, дуба червоного, робінії звичайної на боровій терасі річки Псел із багатим рослинним, тваринним світом, різноманітною мікобіотою, у складі яких — рідкісні види. Осередок збереження рідкісних видів рослин (8) і тварин (15).